# Yakuza : L'Ordre du dragon
Pour plus de détails, voir Fiche technique et Distribution.
Yakuza : L'Ordre du dragon (龍が如く 劇場版, Ryū ga gotoku: Gekijō-ban) est un film de yakuza japonais réalisé par Takashi Miike sorti en 2007. Le film est une adaptation du jeu vidéo Yakuza sorti en 2005 et fait suite à Ryū ga gotoku: Jissha-ban de Takeshi Miyasaka.

## Fiche technique
- Titre français : Yakuza : L'Ordre du dragon
- Titre anglais : Like a Dragon
- Titre original : 龍が如く 劇場版 (Ryū ga gotoku: Gekijō-ban?)
- Réalisation : Takashi Miike
- Scénario : Seiji Togawa
- Production : Toshihiro Nagoshi et Munehiro Umamura
- Photographie : Hideo Yamamoto
- Montage : Yasushi Shimamura
- Musique : Crazy Ken Band
- Pays d'origine :  Japon
- Langues : japonais, coréen
- Durée : 110 minutes[1]
- Dates de sortie : 
  - Japon : 3 mars 2007[1]
  - France : 22 septembre 2010 (DVD)[2]

## Distribution
- Kazuki Kitamura (VF : Jean-Marco Montalto) : Kazuma Kiryu
- Gorō Kishitani (VF : Julien Chatelet) : Goro Majima
- Shō Aikawa (VF : Constantin Pappas) : Noguchi
- Yoshiyoshi Arakawa (VF : Adrien Solis) : le marchand d'armes
- Ken'ichi Endō : Imanishi
- Gong Yoo (VF : Constantin Pappas) : Park
- Haruhiko Katō (VF : Adrien Solis) : Kazuki
- Kuroudo Maki (VF : Constantin Pappas) : Akira Nishikiyama
- Yutaka Matsushige (VF : Gérard Rouzier) : Makoto Date
- Natsuo : Haruka
- Saeko (VF : Frédérique Marlot) : Yui
- Sansei Shiomi : Shintaro Kazama
- Shun Shioya (VF : Yannick Blivet) : Satoru
- Tomorō Taguchi (VF : Julien Chatelet)
- Saki Takaoka (VF : Pascale Chemin) : Yumi Sawamura

 Source et légende : version française (VF) sur RS Doublage